# Mollinedia blumenaviana
Mollinedia blumenaviana är en tvåhjärtbladig växtart som beskrevs av Janet Russell Perkins. Mollinedia blumenaviana ingår i släktet Mollinedia och familjen Monimiaceae. Inga underarter finns listade i Catalogue of Life.